# مارتن هينركسن (سياسي)
مارتن هينركسن هو سياسي نرويجي، ولد في 5 يناير 1979 في تروندهايم في النرويج. نشط حزبياً في حزب العمال. في الانتخابات البرلمانية النرويجية 2013، انتخب عضو برلمان النرويج ‏ عن دائرة ترومس وقد انضم خلال فترته النيابية ‏ (1 أكتوبر 2013 – 30 سبتمبر 2017) للكتلة البرلمانية حزب العمال وفي الانتخابات البرلمانية النرويجية 2017، انتخب عضو برلمان النرويج ‏ عن دائرة ترومس وقد انضم خلال فترته النيابية ‏ (1 أكتوبر 2017 – ) للكتلة البرلمانية حزب العمال وانتخب نائب عضو برلمان النرويج ‏ عن دائرة ترومس وقد انضم خلال فترته النيابية ‏ (2009 – 2013) للكتلة البرلمانية حزب العمال.